# Caroline Reynolds
Caroline Reynolds, jouée par Patricia Wettig, est un personnage fictif du feuilleton télévisé Prison Break.

## Biographie fictive

### Saison 1
Pendant les premiers épisodes de la saison 1, le visage de Caroline Reynolds reste caché. Elle n'intervient alors que dans ses conversations téléphoniques avec les agents du Secret Service Paul Kellerman et Hale. Il apparaît très vite qu'elle joue un rôle-clé dans la conspiration qui a envoyé Lincoln Burrows en prison et fait tout pour s'assurer que personne ne découvre la vérité. Pour cela, elle n'hésite pas à ordonner le meurtre de différents témoins qui pourraient révéler les malversations de l'enquête concernant l'assassinat de son frère ainsi que les avocats de Burrows, Veronica Donovan et Nick Savrinn. Son visage apparaît pour la première fois à l'écran dans l'épisode Route 66 (1x08), où l'on apprend également des informations essentielles sur elle.  
Dans cet épisode, on apprend qu'elle n'est autre que la vice-présidente des États-Unis, ainsi que la sœur de Terrence Steadman, l'homme que Lincoln Burrows est injustement accusé d'avoir assassiné. Si Caroline Reynolds et Le Cartel ont différents projets, ils partagent un même but - s'assurer que Lincoln soit exécuté pour le meurtre de Terrence Steadman.
Dans l'épisode Rédemption (1x12), il s'avère que Terrence Steadman est toujours en vie (ce qui sera confirmé dans l'épisode Les Fugitifs (1x22)) et se fait simplement passer pour mort. En effet, celui-ci, sous le coup d'une enquête et sur le point d'être mis en accusation pour détournement de fonds publics via son ONG environnementale Ecofield, a fait appel a sa sœur vice-présidente. Avec l'aide du Cartel, Reynolds a tout mis en œuvre pour que Lincoln soit accusé du meurtre de son frère et condamné à mort. Les avocats de Burrows finissent aussi par découvrir qu'elle a profité de l'argent détourné par Steadman pour financer sa future campagne présidentielle, soit environ 500 millions de dollars. Caroline Reynolds a accepté de collaborer avec le Cartel pour faire en sorte que Lincoln ne puisse échapper à sa sentence (elle sait d'ailleurs que son frère est en vie), mais elle ne sait pas pourquoi ce dernier a été choisi pour porter la responsabilité du soi-disant meurtre. 
En tant que vice-présidente des États-Unis, Caroline Reynolds a des prérogatives qui intéressent le Cartel. L'organisation l'a intégrée dans son complot principalement pour deux raisons : pour contrer un projet de loi sur l'énergie et pour faire pression sur le père de Lincoln Burrows, avec qui le Cartel a un compte à régler. Très ambitieuse, Caroline y a vu une occasion d'accéder un jour à la présidence des États-Unis.
C'est le jour fixé pour l'exécution de Lincoln Burrows que Caroline Reynolds annonce sa candidature à l'élection présidentielle des États-Unis dans sa ville natale de Montgomery en Illinois. 
Sa stratégie ne se déroule pas selon ses prévisions quand le Cartel menace de l'abandonner et que le président des États-Unis Richard Miles lui annonce qu'il soutiendra un autre candidat pour la prochaine campagne présidentielle. Cependant dans le dernier épisode de la première saison, menacée d'être éliminée par le Cartel, elle fait assassiner le président Richard Milles et, en tant que vice-présidente, le remplace automatiquement comme quarante-sixième présidente des États-Unis. 
Sa relation avec l'agent Paul Kellerman est très particulière : Reynolds est plus qu'un simple supérieur. En effet, ils connaissent leurs histoires et secrets personnels et Kellerman la rassure régulièrement et lui garantit que ses plans pour accéder à la présidence réussiront. Il s'adresse également à elle (uniquement en privé) en utilisant son prénom, plutôt que « Madame la vice-présidente » ou « Madame la présidente », qui serait normalement la manière appropriée pour un simple agent des services secrets. En outre, les actions de Kellerman dans la conspiration projettent non pas son « attachement » à son pays mais à Reynolds elle-même. Il est resté immuablement à ses côtés depuis le début de sa carrière politique.

### Saison 2
L'histoire continue de se développer autour de son personnage. Dans l'épisode Comme un rat (1x14), confirmé par Sans retour (1x20), elle avait promis la vice-présidence au gouverneur de l'Illinois Frank Tancredi. Mais devant ses soupçons concernant les morts mystérieuses autour de Lincoln Burrows, elle change d'avis à la dernière minute et ordonne son assassinat.
Caroline Reynolds a délégué l'agent Kim pour qu'il serve d'intermédiaire auprès de l'agent Kellerman. Quelque temps plus tard,quand Kellerman appelle le secrétariat de Reynolds pour lui parler, la secrétaire répond qu'aucun agent Kellerman n'est enregistré chez eux.
Après la trahison de l'agent Kellerman et sa fuite avec Michael Scofield et Lincoln Burrows, l'agent Kim utilise la voix de Caroline pour appeler directement Kellerman sur son téléphone portable et le manipuler. La "fausse Caroline" lui présente ses excuses, lui demande de livrer les deux frères et lui promet que « everything can go back to the way it was » (« tout rentrera dans l'ordre »). Toutefois, Kellerman finit par démasquer la supercherie. 
La présidente Reynolds apparaît à nouveau dans l'épisode Le Chantage (2x19). Lors de sa visite à Chicago, Michael lui glisse dans la main un message qui dit : « We have the tape » (« Nous avons l'enregistrement ») - en référence au fichier Mp3 que Lincoln et Michael ont récupéré et qui comprend une conversation entre Reynolds et Steadman deux semaines après son meurtre supposé. Le contenu de cet enregistrement, en plus d'impliquer Reynolds dans la conspiration, suggère fortement qu'elle et son frère ont été des amants incestueux. Reynolds intervient pendant l'interrogatoire de Michael par  l'agent Kim et demande à parler au fugitif personnellement. Après que Lincoln a fait écouter l'enregistrement par téléphone, Michael exige une grâce présidentielle pour lui et son frère. Caroline n'a pas d'autre choix que d'accepter. Juste avant d'annoncer cette nouvelle lors d'une conférence de presse, Kim glisse rapidement à Caroline que le Cartel connaît également ses secrets et qu'il peut les dévoiler aussi facilement que Lincoln et Michael. Reynolds informe donc les journalistes qu'elle démissionne de la fonction de présidente des États-Unis pour raison de santé (on remarquera qu'elle utilise le mot "cancer" au même titre que pour désigner l’omniprésence du cartel au sein de l'administration).
Son rôle dans la conspiration ayant été révélé par Paul Kellerman lors du procès de Sara Tancredi, elle a probablement été arrêtée pour ses crimes.